# Byun Hui-su
En aquest nom coreà, el cognom és Byun.
Byun Hui-su (coreà: 변희수)  (Cheongju, 11 de juny de 1998 - Cheongju, 27 de febrer de 2021) va ser la primera soldat transgènere coneguda a Corea del Sud.
Havia ascendit al rang de sergent primer i era conductora de tancs abans de ser donada de baixa de l'exèrcit el gener de 2020 després de sotmetre's a una cirurgia de reassignació sexual a Tailàndia el novembre de 2019. Havia lluitat pel dret a continuar servint en l'exèrcit, però se li va negar i va ser donada de baixa. Posteriorment, l'exèrcit va denegar la seva sol·licitud de reincorporació el juliol de 2020.
El març de 2021, la van trobar morta a la seva casa. Els treballadors del Centre Nacional de Salut Mental de Sangdanggu (on Byun rebia tractament) van avisar perquè algú la visités, ja que no havien pogut localitzar-la des del 28 de febrer. Els bombers van arribar a la casa de Byun el 3 de març i van trobar el seu cos a les 17.49 KST. El seu cos ja havia començat a descompondre's.
El 7 d'octubre, un tribunal sud-coreà va dictaminar que la baixa militar era il·legal i la va anul·lar.